# Burg Jennelt
Die Burg Jennelt ist eine abgegangene Burg in der ostfriesischen Gemeinde Krummhörn im Landkreis Aurich in Niedersachsen. Sie stand im Ortsteil Jennelt. Letzte Reste der Burg wurden 1930 abgerissen.

## Geschichte
Die Dorfwarft Jennelt entstand wohl im frühen Mittelalter am Ostufer eines Wasserlaufes, der in die Bucht von Sielmönken floss. Im hohen und vor allem im späten Mittelalter wurde die Warft zur heutigen Größe ausgebaut. Das von einer Graft umschlossene Burgareal von 70 mal 70 Metern Größe befindet sich direkt neben der Kirche in der Mitte der Wurt. An der Stelle der späteren Burg konnte eine Brandschicht aus den 9. Jahrhundert nachgewiesen werden. Jennelt war spätestens seit dem 15. Jahrhundert Richter- und Häuptlingssitz. Das Geschlecht der Manninga hatte hier ein Steinhaus. In den Jahren zwischen 1426 und 1470 wurden die Beninga mehrfach als Häuptlinge genannt. 1540 musste der hochverschuldete Hoyko Manninga, der 1568 als letzter männlicher Vertreter der Pewsumer Linie verstarb, die Herrlichkeit Jennelt an seinen Großneffen Christoph von Ewsum verkaufen. Im 16. Jahrhundert kaufte die Familie Innhausen und Kniphausen die Herrlichkeit. Vermutlich ließen die neuen Besitzer, entweder Wilhelm zu Inn- und Knyphausen (1557–1631) oder sein Sohn Dodo, das alte Steinhaus im 16. Jahrhundert durch ein neues ersetzen. Im 18. Jahrhundert war Amalia Schönhausen prominenteste Bewohnerin der Burg. Bis in die 1920er Jahre hielt sich das Gerücht, sie sei die Tochter von Amalie von Preußen und dem Fähnrich Friedrich von der Trenck. Dies gilt inzwischen als widerlegt. Möglicherweise war sie ein Findelkind, das die Familie zu Inn- und Knyphausen in der ihr gehörenden Herrlichkeit Jennelt versorgen ließ. Wahrscheinlicher ist, dass Amalie das Kind von Charlotte Luise von Ilgen, der Witwe des preußischen Kammerherren Friedrich Ernst zu Innhausen und Knyphausen und dem Obersten Carl Christoph von Schwerin war, mit dem sie eine nacheheliche Affäre hatte. Das Steinhaus wurde 1930 abgerissen.